# 析津府
析津府，遼朝、金朝时的府。

## 沿革

### 遼朝
遼朝开泰元年（1012年），改幽都府为析津府，治所在析津縣、宛平縣（今北京市），隸南京道，領十縣：析津（舊名薊北）、宛平（舊名幽都）、昌平、良鄉、潞、安次、武清、永清、玉河、香河。太平中（1021年－1031年），析置漷陰縣。後廢玉河縣。至遼末，析津府領十縣：析津、宛平、昌平、良鄉、潞、安次、武清、永清、香河、漷陰。

### 金朝
金朝天輔七年（1123年），佔領析津府，並歸還於北宋，改為燕山府。天會三年（1125年），再次佔領燕山府，復名析津府，隸燕京路。天德三年（1151年），潞縣改屬通州。貞元元年（1153年），遷都於此，並改析津府為大興府，析津縣為大興縣。

## 析津尹
南京留守兼任
- 耶律隆慶（1012年－1016年）
- 馬廷煦（1017年）
- 韓制心（1020年－1023年）
- 蕭孝穆（1023年－1030年）
- 耶律宗範（1031年）
- 蕭孝穆（1032年－1037年）
- 蕭孝先（1037年－？）
- 耶律吳哥（1041年）
- 耶律重元（1045年－1055年）
- 耶律明（1061年－1063年）
- 蕭惟信（1064年－1065年）
- 耶律仁先（1065年－1069年）
- 耶律和魯斡（1095年－1110年）
- 耶律淳（1110年－1122年）[2]

燕京留守兼任
- 郭藥師（1125年－？）[3]
- 完顏銀朮可（1132年－1135年）[4]
- 完顏宗固（1137年－1140年）[5]
- 完顏宗強（1140年－1142年）[6]
- 完顏宗傑[6]
- 完顏奭[7]
- 忽睹[8]
- 蕭仲恭（1150年）[3]
- 劉筈（1150年－1151年）[9][10]
- 完顏雍[11]